# Nicola Nanni
Nicola Nanni (Borgo Maggiore, 2 mei 2000) is een San Marinees voetballer die doorgaans als aanvaller speelt. Hij komt uit voor SEF Torres 1903 in de Serie C en het San Marinees voetbalelftal. Hij is een van de weinige profvoetballers uit de dwergstaat en heeft na Andy Selva de meeste doelpunten voor het nationaal elftal gescoord. 

## Carrière
Nanni speelde bij de enige professionele voetbalclub in zijn land, bij San Marino Calcio. Zijn eerste stap buiten San Marino maakte hij naar Cesena FC, maar voor zijn seniorendebuut verkaste hij naar FC Crotone. Zijn debuut volgde op 5 augustus 2018 in de Coppa Italia tegen AS Giana Erminio. Crotone leende hem de drie seizoen erna achtereenvolgens uit aan SS Monopoli, zijn oude club Cesena FC en AS Lucchese.
Medio 2022 maakte hij de overstap naar US Olbia. Hij scoorde voor Olbia acht doelpunten in de Serie C. Medio 2024 verkaste hij naar SEF Torres Calcio 1903, ook uitkomend in de Serie C.

## Interlandcarrière
Op 15 november 2018 debuteerde Nanni in het San Marinees voetbalelftal, tegen Moldavië in de UEFA Nations League (0-1). Nanni is een van de weinige profvoetballers van het team en speelt daarom zo goed als alle wedstrijden. Op 5 september 2021 scoorde hij zijn eerste doelpunt in een met 7-1 verloren wedstrijd tegen Polen. Het was het eerste doelpunt van San Marino sinds 16 november 2019, toen Filippo Berardi scoorde tegen Kazachstan.
In november 2024 scoorde Nanni twee wedstrijden achterelkaar: tegen Gibraltar en Liechtenstein in de UEFA Nations League. Door de doelpunten speelde San Marino gelijk tegen Gibraltar (1-1) en won het van Liechtenstein (3-1). San Marino werd eerste in de groep en promoveerde naar Groep C; Nanni werd samen met Liam Walker (Gibraltar) topscorer van de groep met twee doelpunten.
Nanni heeft met 3 doelpunten de op een na meeste doelpunten gemaakt voor San Marino. Andy Selva heeft er 8.

## Statistieken
| Seizoen | Club                   | Competitie | Competitie | Competitie | Beker | Beker | Overig | Overig | Totaal | Totaal |
| Seizoen | Club                   | Competitie | Wed.       | Dlp.       | Wed.  | Dlp.  | Dlp.   | Dlp.   | Wed.   | Dlp.   |
| ------- | ---------------------- | ---------- | ---------- | ---------- | ----- | ----- | ------ | ------ | ------ | ------ |
| 2018/19 | FC Crotone             | Serie B    | 0          | 0          | 1     | 0     | 0      | 0      | 1      | 0      |
| 2019/20 | FC Crotone             | Serie B    | 0          | 0          | 1     | 0     | 0      | 0      | 1      | 0      |
| 2019/20 | → SS Monopoli 1966     | Serie C    | 7          | 0          | 1     | 0     | 0      | 0      | 8      | 0      |
| 2020/21 | → Cesena FC            | Serie C    | 23         | 0          | 0     | 0     | 0      | 0      | 23     | 0      |
| 2021/22 | → AS Lucchese          | Serie C    | 32         | 2          | 1     | 1     | 0      | 0      | 33     | 3      |
| 2022/23 | US Olbia 1905          | Serie C    | 21         | 4          | 0     | 0     | 0      | 0      | 21     | 4      |
| 2023/24 | US Olbia 1905          | Serie C    | 33         | 4          | 1     | 0     | 0      | 0      | 34     | 4      |
| 2024/25 | SEF Torres Calcio 1903 | Serie C    | 22         | 1          | 1     | 0     | 0      | 0      | 23     | 1      |
| Totaal  | Totaal                 | Totaal     | 138        | 11         | 6     | 1     | 0      | 0      | 144    | 12     |

Bijgewerkt op 12 maart 2025.